# Carvalhoa macrophylla
Carvalhoa macrophylla är en oleanderväxtart som beskrevs av Karl Moritz Schumann. Carvalhoa macrophylla ingår i släktet Carvalhoa och familjen oleanderväxter. Inga underarter finns listade i Catalogue of Life.